# انتشارات دانشگاه پیتسبورگ
انتشارات دانشگاه پیتسبورگ (به انگلیسی: The University of Pittsburgh Press) یک انتشارات علمی و یکی از بزرگترین انتشارات دانشگاهی در آمریکا است که بخشی از دانشگاه پیتسبورگ است. دانشگاه و انتشاراتش در پیتسبورگ ، پنسیلوانیا ، در ایالات متحده واقع شده است.

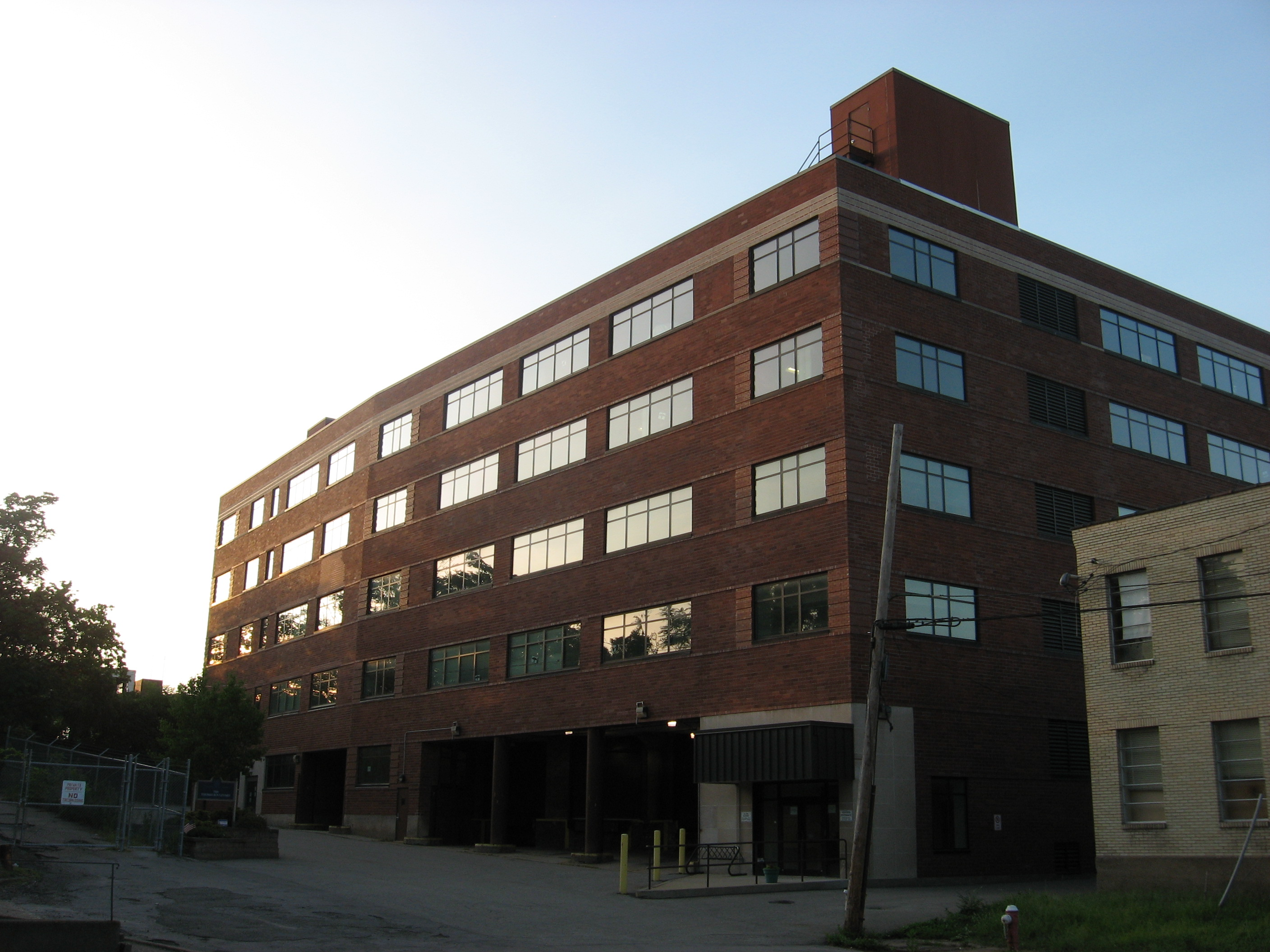
در ژوئیه 2013، انتشارات دانشگاه پیتسبورگ به مرکز کتابخانه توماس بلوار دانشگاه در محله پوینت بریز پیتزبورگ نقل مکان کرد.

## همچنین ببینید
- فهرست شرکت های چاپ و نشر کتاب به زبان انگلیسی
- لیست انتشارات دانشگاهی

### کتابشناسی
- Alberts, Robert C. (1987). Pitt: The Story of the University of Pittsburgh 1787-1987. Pittsburgh: University of Pittsburgh Press. ISBN 0-8229-1150-7.
- The Pittsburgh Reader: Seventy-Five Years of Books about Pittsburgh. Pittsburgh: University of Pittsburgh Press. 2011.
- University of Pittsburgh Press website (2006). About the University of Pittsburgh Press. Retrieved January 10, 2006.